# Clamorosaurus
Clamorosaurus là một chi temnospondyli tuyệt chủng. Hóa thạch của Clamorosaurus đã được tìm thấy ở tần Inta (thống Vorkuta) ở Nga. Chúng sống cách đây 272.5 triệu năm trước đây.Clamorosaurus có chiều dài khoảng 23 cm. (9 inch).